# Mayeum Dorji

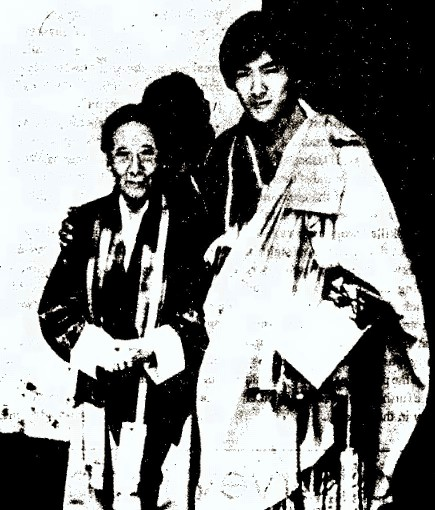
Mayeum Choying Wangmo Dorji und ihr Enkel Jigme Singye Wangchuck.

Rani Mayeum Choying Wangmo Dorji (geb. 1897, Gangtok, Sikkim India; gest. 26. März 1994, Bhutan House, Kalimpong, Indien) war die Mutter der Königin-Großmutter Ashi Kesang Choden von Bhutan. Die Ehrennamen „Choying Wangmo Dorji“ erhielt sie durch ihre Ehe. Sie hat das Design für die Flagge Bhutans entworfen.

## Leben
Mayeum Dorji war die Tochter von Chogyal Thutob Namgyal und Yeshay Dolma. Sie wurde von Privatlehrern unterrichtet und ihre Hochzeit fand am 5. April 1918 im Bhutan House in Kalimpong statt.

### Entwurf für die Flagge
Mayeum Choying Wangmo Dorji entwarf das Design für die Flagge auf Bitten ihrer Tochter.
Bhutan war zur ersten Asienkonferenz am 23. März 1947 in Neu-Delhi eingeladen worden und eine Flagge für Bhutan wurde benötigt.
Mayeum Choying Wangmo Dorji und ihr Sohn, der Premierminister Lyonchen Jigme Palden Dorji, waren die Repräsentanten von Bhutan bei der Konferenz.
Mayeum Choying Wangmo Dorji wählte den Drachen als Symbol für das Königreich des Druk und die Farben Gelb und Orange als die Farben der buddhistischen Religion.
Sie war tief religiös und spendete große Summen um Tempel und Klöster bauen zu lassen.

## Schirmherrschaften
- Präsidentin des Sikkim Education Board.
- Vizepräsidentin des Namgyal Institute of Tibetology (Sikkim Research Institute of Tibetology General Council, SRIT, 1964–1965).